# Musée Jeanne-d'Arc
Ne doit pas être confondue avec le musée établi en 2015: Historial Jeanne d'Arc
Le musée Jeanne-d'Arc est un ancien musée de cire privé retraçant la vie de Jeanne d'Arc, créé au no 28 rue de Crosne à Rouen en 1953, à l'initiative de Roger Parment. Il a fermé en 2012.
En 2015, l'Historial Jeanne d'Arc, nouveau musée géré par la Métropole Rouen Normandie ouvre dans le Palais archi-épiscopal rue Saint-Romain, comblant ainsi un besoin muséographique au sujet de Jeanne d'Arc à Rouen.

## Historique
Le 20 mars 1955, le musée Jeanne-d'Arc, repris par André Préaux, a déménagé quelques mètres plus loin de son emplacement d'origine, au no 33 place du Vieux-Marché, à proximité immédiate du bûcher où Jeanne d'Arc fut brûlée. Alain Préaux, le fils d'André Préaux, fut le gérant du musée jusqu'en 2012, année où il a fermé définitivement ses portes. Les collections ont été dispersées lors d'enchères publiques le 28 octobre 2012,.

## Exposition
Le musée Jeanne-d'Arc permettait de mieux connaître l'histoire de Jeanne d'Arc, de sa naissance en 1412 (à Domrémy) à sa mort en 1431 à Rouen. C'est un musée de cire (les personnages sont en cire sculptée). Une crypte permettait de mieux comprendre l'époque de la guerre de Cent Ans. On pouvait y voir également des œuvres de Maxime Real del Sarte, Frédéric Legrip, et Pierre Le Trividic. La visite durait entre 30 minutes et une heure.